# قلمروهای فرادریایی فرانسه
قلمروهای فرادریایی فرانسه (به فرانسوی: France d'outre-mer) متشکل از همهٔ قلمروهای در ادارهٔ فرانسه خارج از اتحادیه اروپا است.

## شهرستان‌های مسکونی
۱۱ قلمروهای فرادریایی فرانسه:
| پرچم           | نام               | مرکز                    | جمعیت                 | مساحت (km2) | تراکم جمعیت (inh. بر km2) | وضعیت                    | موقعیت                  | ملاحظات |
| -------------- | ----------------- | ----------------------- | --------------------- | ----------- | ------------------------- | ------------------------ | ----------------------- | --- |
|                | گویان فرانسه      | کاین                    | ۲۵۰٬۱۰۹ (ژانویه ۲۰۱۳) | 83,534      | ۳                         | شهرستان/منطقه فرادریایی  | آمریکای جنوبی           | |
| پلی‌نزی فرانسه  | پلی‌نزی فرانسه     | پاپیته                  | ۲۶۸٬۲۷۰ (اوت۲۰۱۲)     | 3,521       | ۷۶                        | مجموعه فرادریایی         | اقیانوس آرام            | |
|                | جزیره گوادلوپ     | باس-تر                  | ۴۰۵٬۷۳۹ (ژانویه ۲۰۱۳) | 1,628       | ۲۴۹                       | شهرستان/منطقه فرادریایی  | آنتیل                   | |
|                | مارتینیک          | فور-دو-فرانس            | ۳۸۶٬۴۸۶ (ژانویه ۲۰۱۳) | 1,128       | ۳۴۳                       | شهرستان/منطقه فرادریایی  | آنتیل                   | |
|                | مایوت             | مامودزو                 | ۲۱۲٬۶۴۵ (Aug.2012)    | 374         | ۵۶۹                       | شهرستان/منطقه فرادریایی  | آفریقا (کانال موزامبیک) | Voted on March 29, 2009 in favour of attaining overseas department / region status. That status became effective on March 31, 2011. همچنین مورد ادعای کومور |
| کالدونیای جدید | کالدونیای جدید    | نومئا                   | ۲۵۶٬۰۰۰ (ژانویه ۲۰۱۲) | 18,575.5    | ۱۴                        | Sui generis collectivity | اقیانوس آرام جنوبی      | رفراندوم برای استقلال طی دوره از ۲۰۱۵ تا ۲۰۱۹ صورت خواهد گرفت.                                                                                              |
| فرانسه         | رئونیون           | سن-دونی، رئونیون        | ۸۴۰٬۹۷۴ (ژانویه ۲۰۱۳) | 2,504       | ۳۳۶                       | شهرستان/منطقه فرادریایی  | آفریقا (اقیانوس هند)    | |
|                | سن بارتلمی        | گوستاویا                | 9,035 (Jan. 2011)     | 25          | ۳۶۱                       | مجموعه فرادریایی         | آنتیل                   | Detached از جزیره گوادلوپ در ۲۲ فوریه ۲۰۰۷. |
|                | سنت مارتین فرانسه | ماریگو (سنت مارتین)     | 36,286 (ژانویه 2011)  | 53          | ۶۸۵                       | مجموعه فرادریایی         | آنتیل                   | Detached از جزیره گوادلوپ در ۲۲ فوریه ۲۰۰۷. |
|                | سن-پیر-ا-میکلون   | سن پیر، سن-پیر-ا-میکلون | 6,080 (ژانویه 2011)   | 242         | ۲۵                        | مجموعه فرادریایی         | جنوبشرق کانادا          | |
|                | والیس و فوتونا    | ماتا-اوتو               | 12,197 (ژوئیه ۲۰۱۳)   | 142         | ۸۶                        | مجموعه فرادریایی         | اقیانوس آرام جنوبی      | |

| در مجموع                  | در مجموع            | در مجموع    |
| وضعیت                     | جمعیت (ژانویه ۲۰۱۳) | مساحت (km2) |
| ------------------------- | ------------------- | ----------- |
| شهرستان ها/مناطق          | ۲٬۰۹۸٬۰۰۰           | ۸۹٬۱۶۸      |
| مجموعه‌ها و کالدونیای جدید | ۵۹۳٬۰۰۰             | ۲۲٬۵۵۹      |
| کل                        | ۲٬۶۹۱٬۰۰۰           | ۱۱۱٬۷۲۷     |

## قلمروهای فرادریایی نامسکون
| پرچم                              | نام                               | بخش                                | جزایر پراکنده   | مرکز                     | مساحت (km2) | وضعیت                                 | موقعیت                  | ملاحظات                             |
| --------------------------------- | --------------------------------- | ---------------------------------- | --------------- | ------------------------ | ----------- | ------------------------------------- | ----------------------- | ----------------------------------- |
| فرانسه                            | جزیره کلیپرتون                    | -                                  | -               | -                        | ۲           | French state private property         | غرب مکزیک               |                                     |
| سرزمین‌های جنوبی و جنوبگانی فرانسه | سرزمین‌های جنوبی و جنوبگانی فرانسه | جزایر کروزت                        | -               | Alfred Faure             | ۳۴۰         | بخش سرزمین‌های جنوبی و جنوبگانی فرانسه | South اقیانوس هند       |                                     |
| سرزمین‌های جنوبی و جنوبگانی فرانسه | سرزمین‌های جنوبی و جنوبگانی فرانسه | جزایر کرگولن                       | -               | Port-aux-Français        | ۷٬۲۱۵       | بخش سرزمین‌های جنوبی و جنوبگانی فرانسه | South اقیانوس هند       |                                     |
| سرزمین‌های جنوبی و جنوبگانی فرانسه | سرزمین‌های جنوبی و جنوبگانی فرانسه | Saint-Paul Island و جزیره آمستردام | -               | Martin-de-Viviès         | ۶۶          | بخش سرزمین‌های جنوبی و جنوبگانی فرانسه | اقیانوس هند             |                                     |
| سرزمین‌های جنوبی و جنوبگانی فرانسه | سرزمین‌های جنوبی و جنوبگانی فرانسه | سرزمین ادلی                        | -               | Dumont d'Urville Station | ۴۳۲٬۰۰۰     | بخش سرزمین‌های جنوبی و جنوبگانی فرانسه | جنوبگان                 | Under terms پیمان‌نامه جنوبگان       |
| سرزمین‌های جنوبی و جنوبگانی فرانسه | سرزمین‌های جنوبی و جنوبگانی فرانسه | ایل-اپارس                          | Banc du Geyser  | -                        | ۰           | بخش سرزمین‌های جنوبی و جنوبگانی فرانسه | آفریقا (کانال موزامبیک) | مورد ادعای ماداگاسکار، کومور        |
| سرزمین‌های جنوبی و جنوبگانی فرانسه | سرزمین‌های جنوبی و جنوبگانی فرانسه | ایل-اپارس                          | Bassas da India | -                        | ۱           | بخش سرزمین‌های جنوبی و جنوبگانی فرانسه | آفریقا (کانال موزامبیک) | مورد ادعای ماداگاسکار               |
| سرزمین‌های جنوبی و جنوبگانی فرانسه | سرزمین‌های جنوبی و جنوبگانی فرانسه | ایل-اپارس                          | جزیره اروپا     | -                        | ۳۰          | بخش سرزمین‌های جنوبی و جنوبگانی فرانسه | آفریقا (کانال موزامبیک) | مورد ادعای ماداگاسکار               |
| سرزمین‌های جنوبی و جنوبگانی فرانسه | سرزمین‌های جنوبی و جنوبگانی فرانسه | ایل-اپارس                          | جزایر گلوریوسو  | -                        | ۷           | بخش سرزمین‌های جنوبی و جنوبگانی فرانسه | اقیانوس هند             | مورد ادعای کومور، ماداگاسکار و سیشل |
| سرزمین‌های جنوبی و جنوبگانی فرانسه | سرزمین‌های جنوبی و جنوبگانی فرانسه | ایل-اپارس                          | ژوان دو نوا     | -                        | ۵           | بخش سرزمین‌های جنوبی و جنوبگانی فرانسه | آفریقا (کانال موزامبیک) | مورد ادعای ماداگاسکار               |
| سرزمین‌های جنوبی و جنوبگانی فرانسه | سرزمین‌های جنوبی و جنوبگانی فرانسه | ایل-اپارس                          | جزیره ترومیلن   | -                        | ۱           | بخش سرزمین‌های جنوبی و جنوبگانی فرانسه | اقیانوس هند             | اقیانوس آرام جنوبی موریس            |